# Municipio de Greenwood (condado de Clearwater)
El municipio de Greenwood (en inglés: Greenwood Township) es un municipio ubicado en el condado de Clearwater en el estado estadounidense de Minnesota. En el año 2010 tenía una población de 83 habitantes y una densidad poblacional de 1,35 personas por km².

## Geografía
El municipio de Greenwood se encuentra ubicado en las coordenadas 47°47′31″N 95°23′50″O / 47.79194, -95.39722. Según la Oficina del Censo de los Estados Unidos, el municipio tiene una superficie total de 61.56 km², de la cual 61,56 km² corresponden a tierra firme y (0 %) 0 km² es agua.

## Demografía
Según el censo de 2010, había 83 personas residiendo en el municipio de Greenwood. La densidad de población era de 1,35 hab./km². De los 83 habitantes, el municipio de Greenwood estaba compuesto por el 97,59 % blancos, el 2,41 % eran amerindios. Del total de la población el 0 % eran hispanos o latinos de cualquier raza.